# Бреме (Германия)
Бреме (нем. Brehme) — община в Германии, в земле Тюрингия.
Входит в состав района Айхсфельд. Подчиняется управлению Линденберг/Айксфельд. Население составляет 1119 человек (на 31 декабря 2010 года). Занимает площадь 5,28 км².

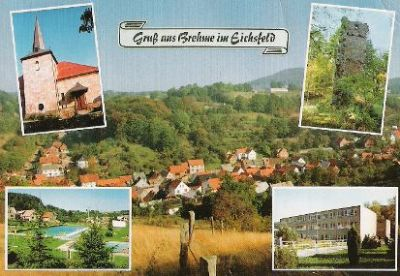
Бреме